# Park De la Sablonièrekade

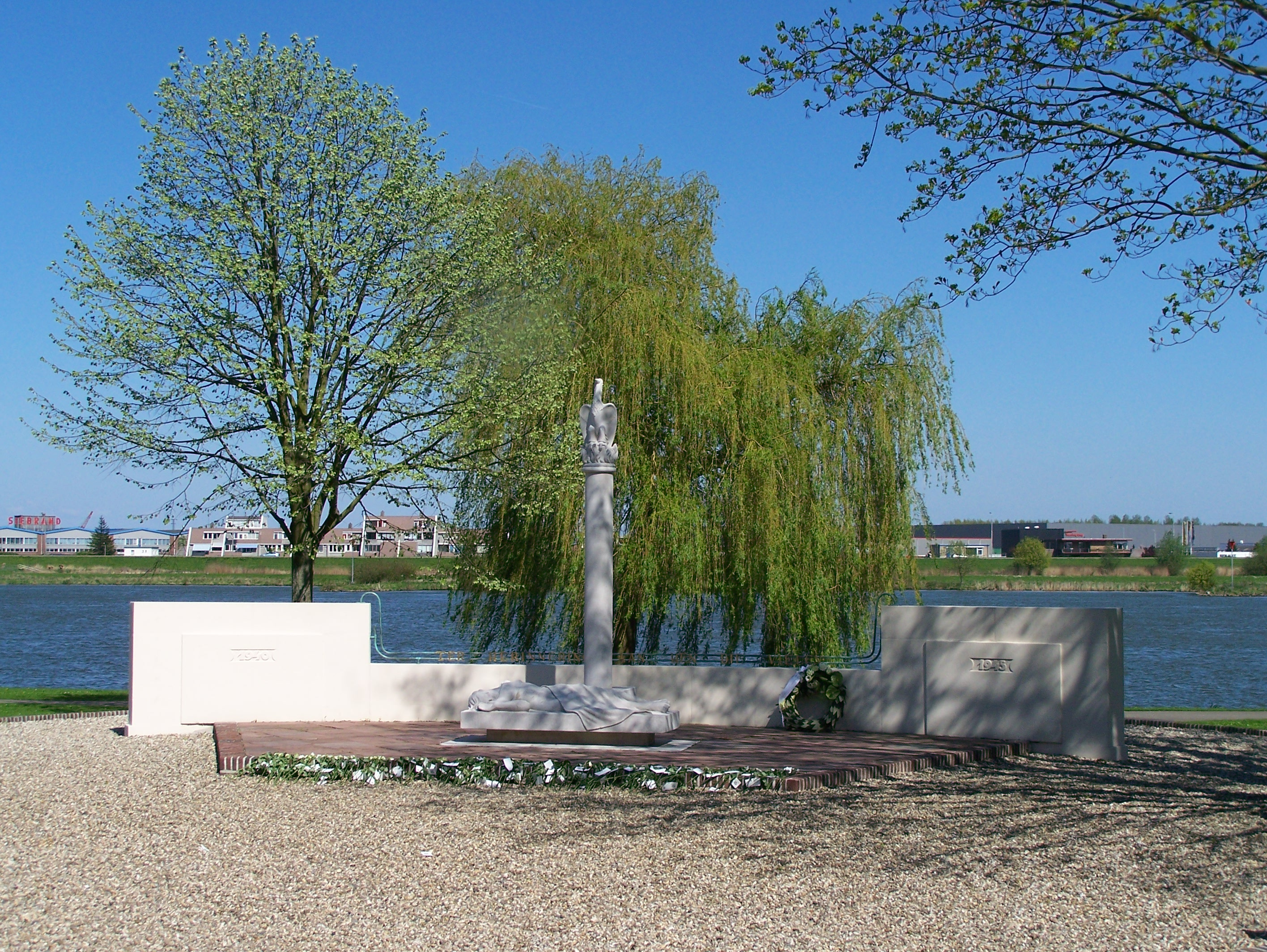
Het oorlogsmonument in park De la Sablonièrekade.

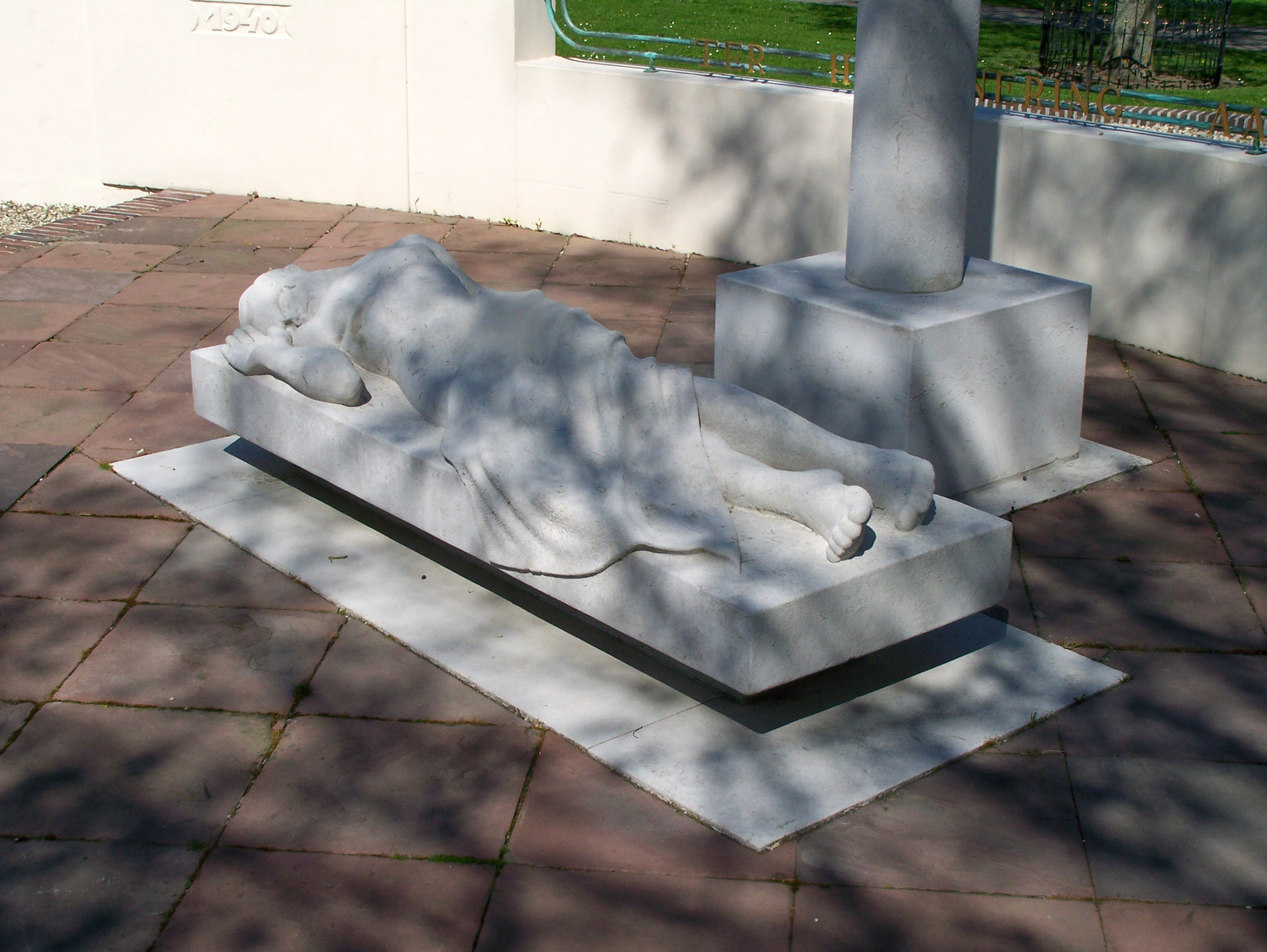
Detailfoto van het oorlogsmonument in Park De la Sablonière.

Park De la Sablonièrekade is een stadspark in Kampen, een stad in de Nederlandse provincie Overijssel. Het park ligt langs de rivier de IJssel aan de De la Sablonièrekade. Het park is 9.500 m² groot en is sinds 2004 een gemeentelijk monument.
Het park aan de De la Sablonièrekade werd rond 1880 aangelegd als wandelplantsoen langs de IJssel na de verwijdering van de wallen en stadsmuren rond de stad Kampen in de 19e eeuw. Het park was oorspronkelijk groter. Delen van het park verdwenen door woningbouw en wegaanleg.
In het park bevindt zich een oorlogsmonument. Het monument uit 1949 is een ontwerp van kunstenaar Hildo Krop. Het bestaat uit een witte zuil van natuursteen met hierop een feniks. Voor de zuil ligt een mannenfiguur uit kalksteen. De achterzijde van het monument bestaat uit een lage muur van wit natuursteen. Het monument is in 2005 gerestaureerd. Jaarlijks op 4 mei worden hier de slachtoffers van de Tweede Wereldoorlog herdacht.
Behalve het oorlogsmonument staan in het park nog enkele monumenten, waaronder een monument ter herinnering aan de bevrijding van Kampen in 1945 (1995), het beeld "De jongen met de vis" (1991, een geschenk van dr. Kolff), een aluminium plastiek (Paul van Gysegem, 1965) en een Amalia-boom (een linde, Boomfeestdag 2004)

## Beeldengalerij

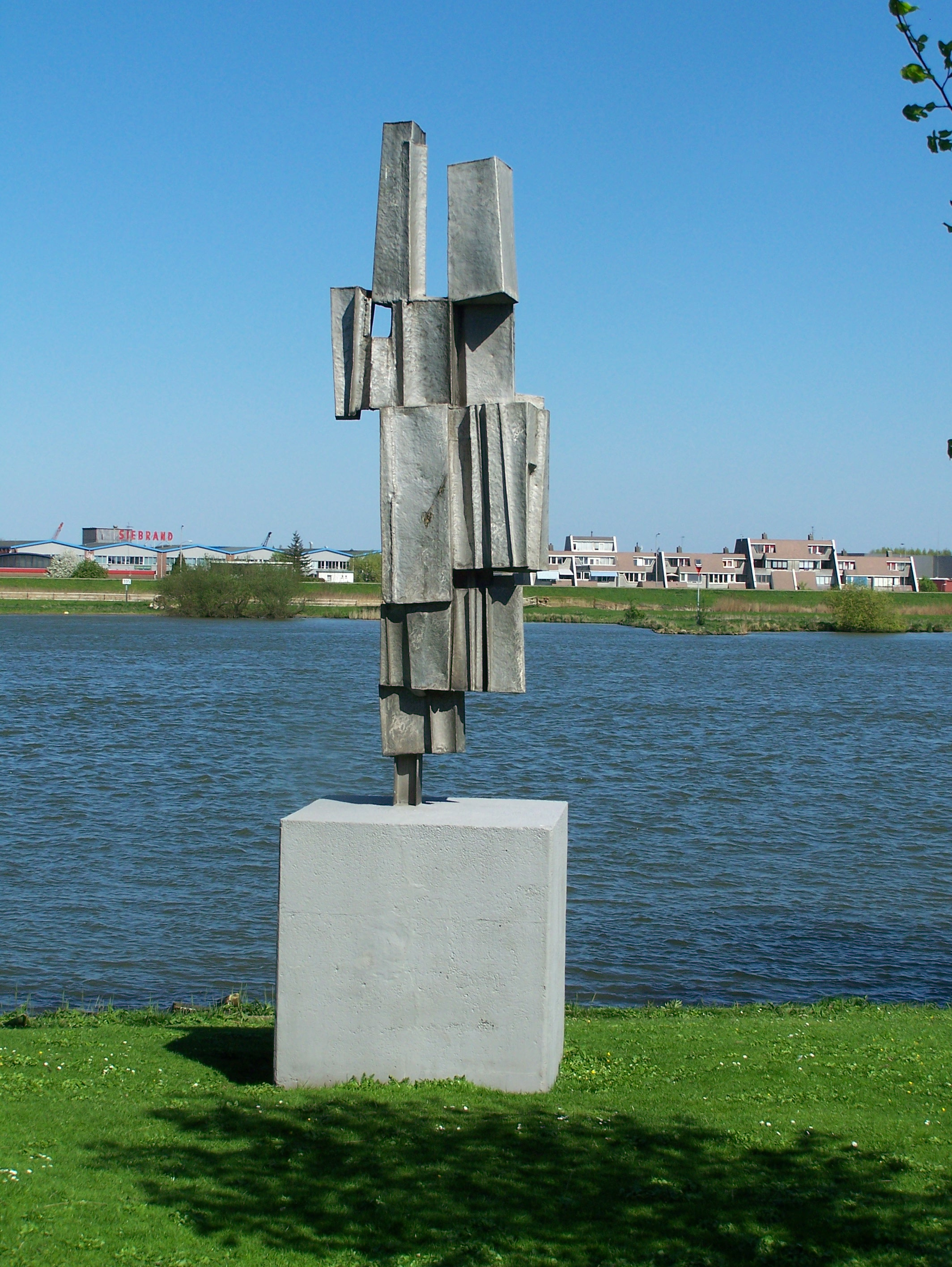
Monument van aluminium
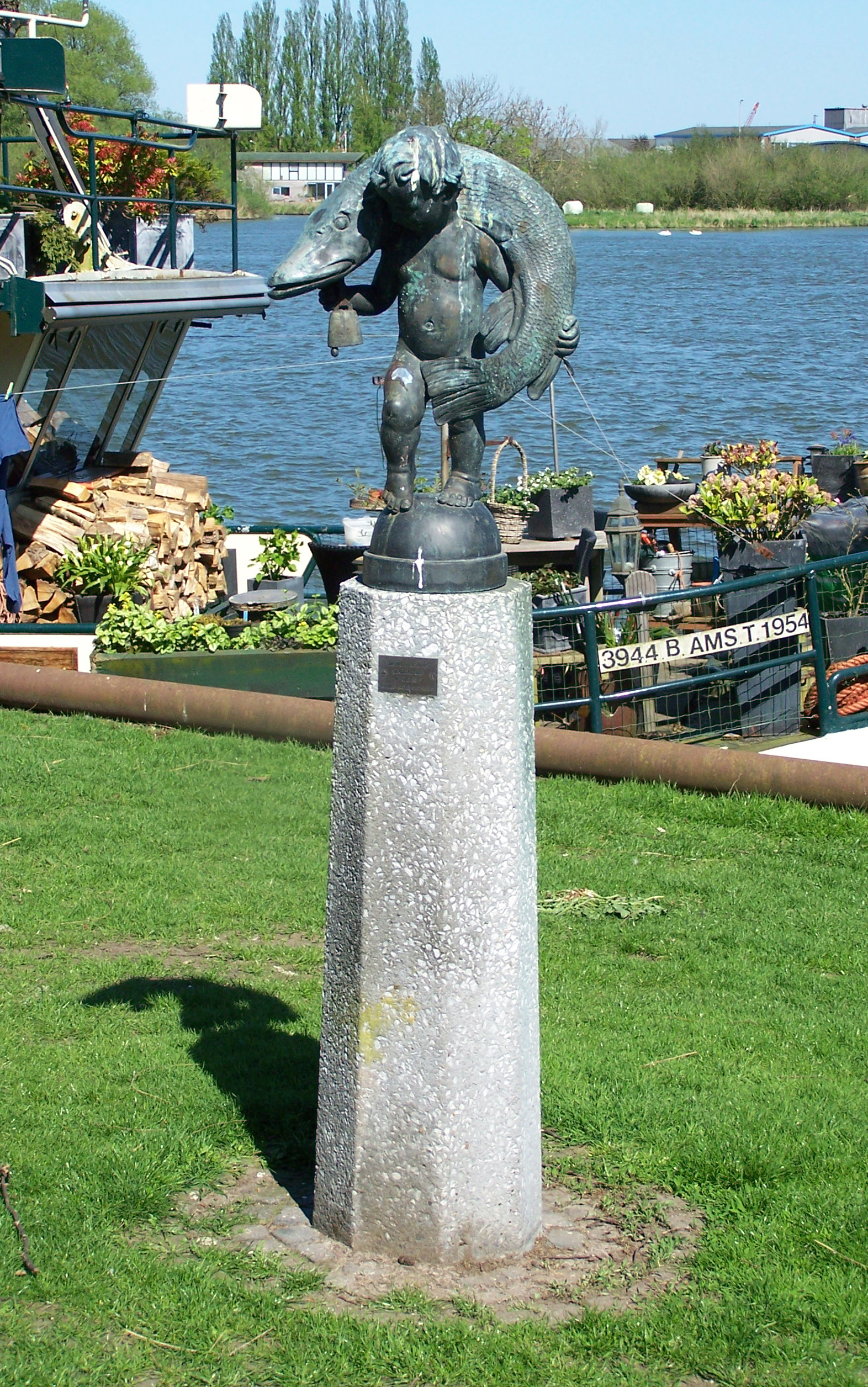
Jongen met de vis
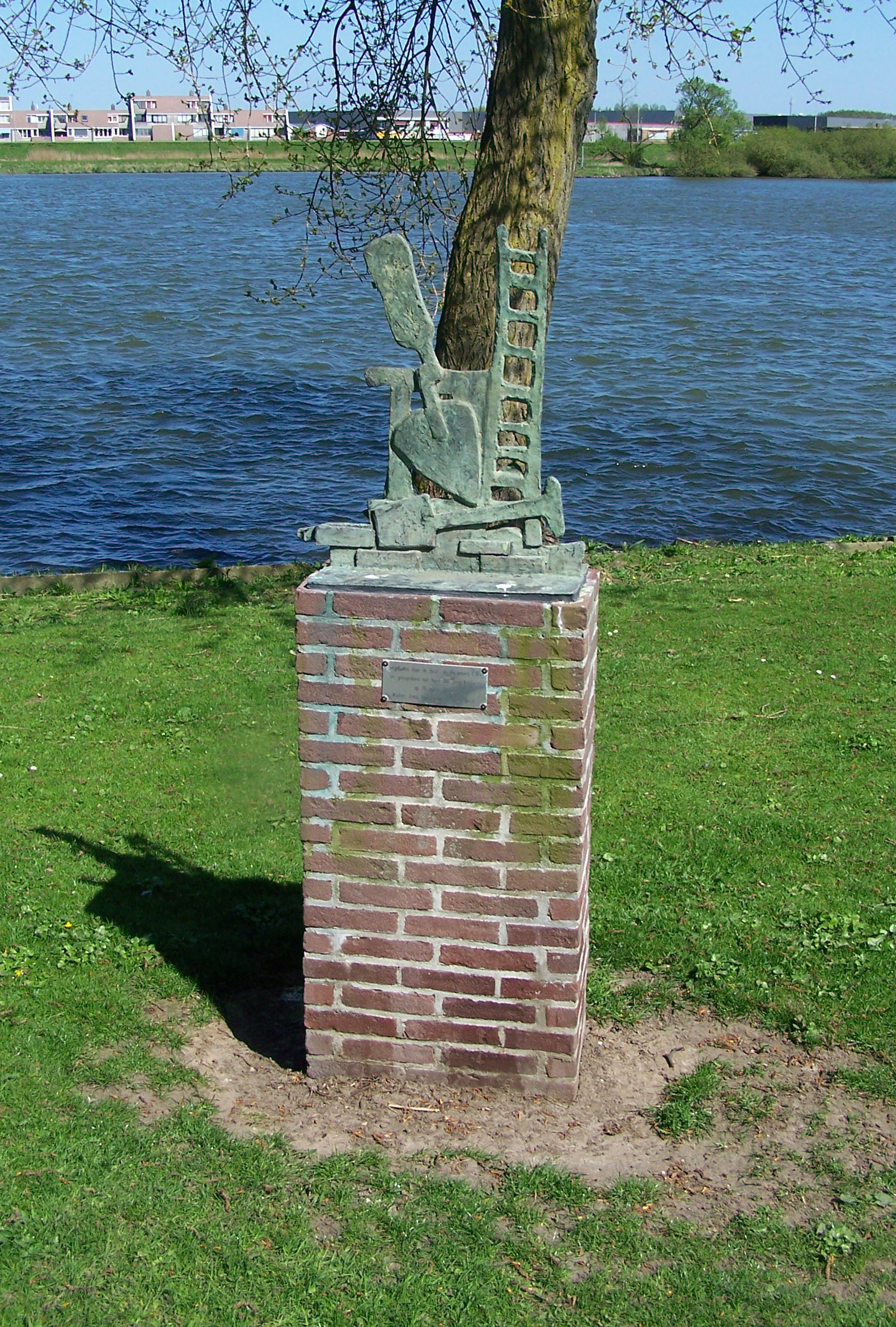
Monument van Irma Horstman
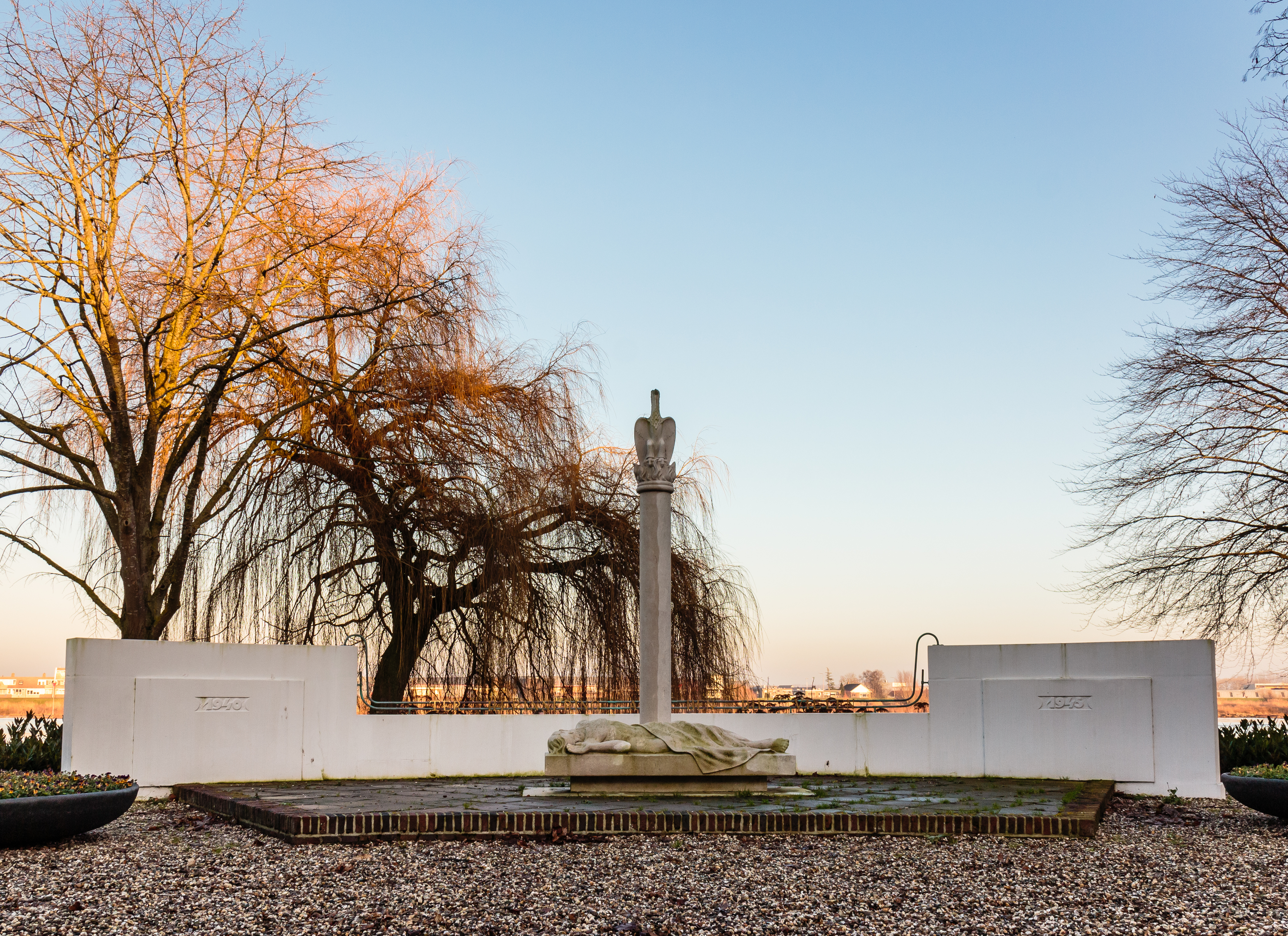
Oorlogsmonument Kunstwerk van Hildo Krop in 1949.
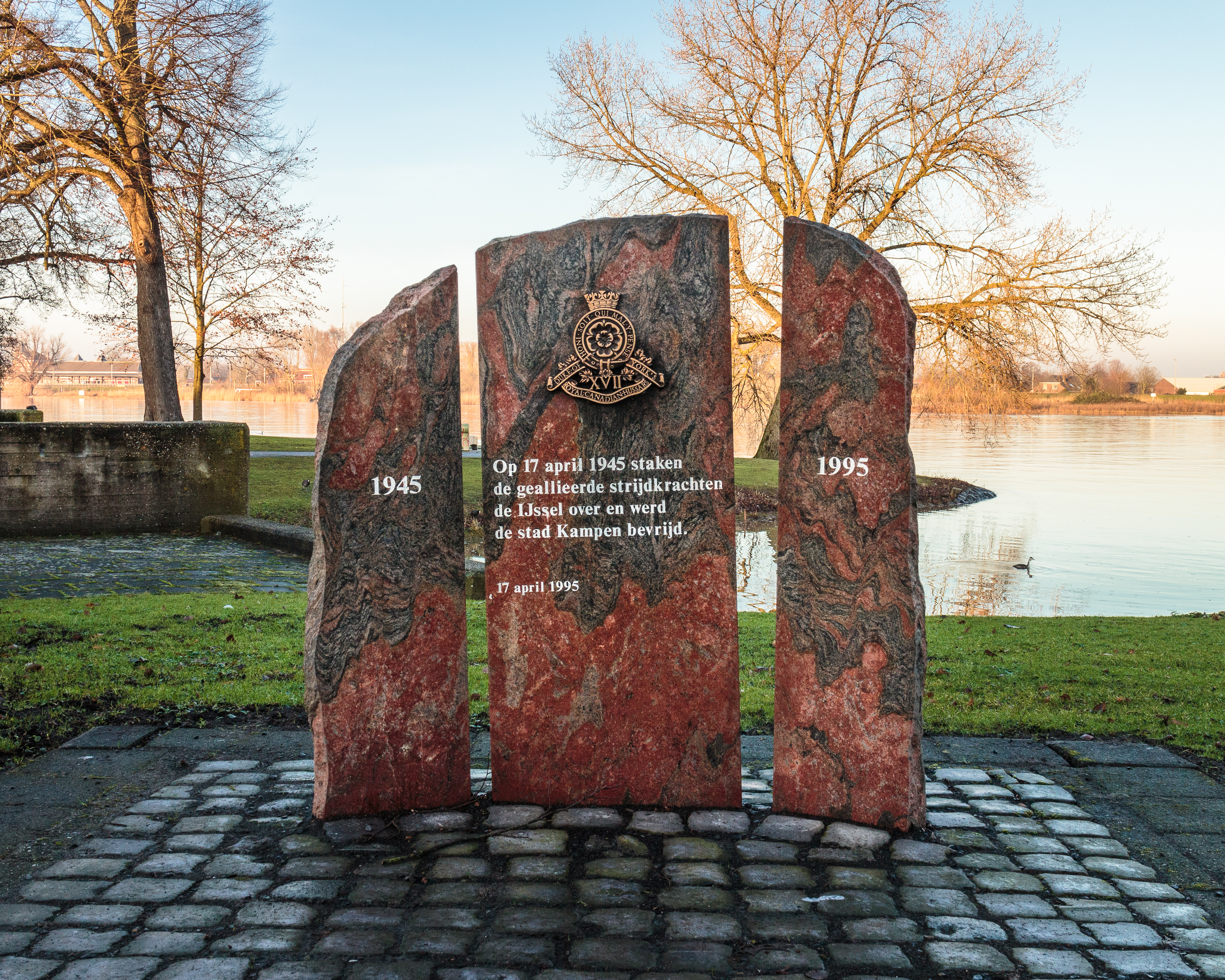
Bevrijdingsmonument ‘IJsseloversteek 17 april 1945’
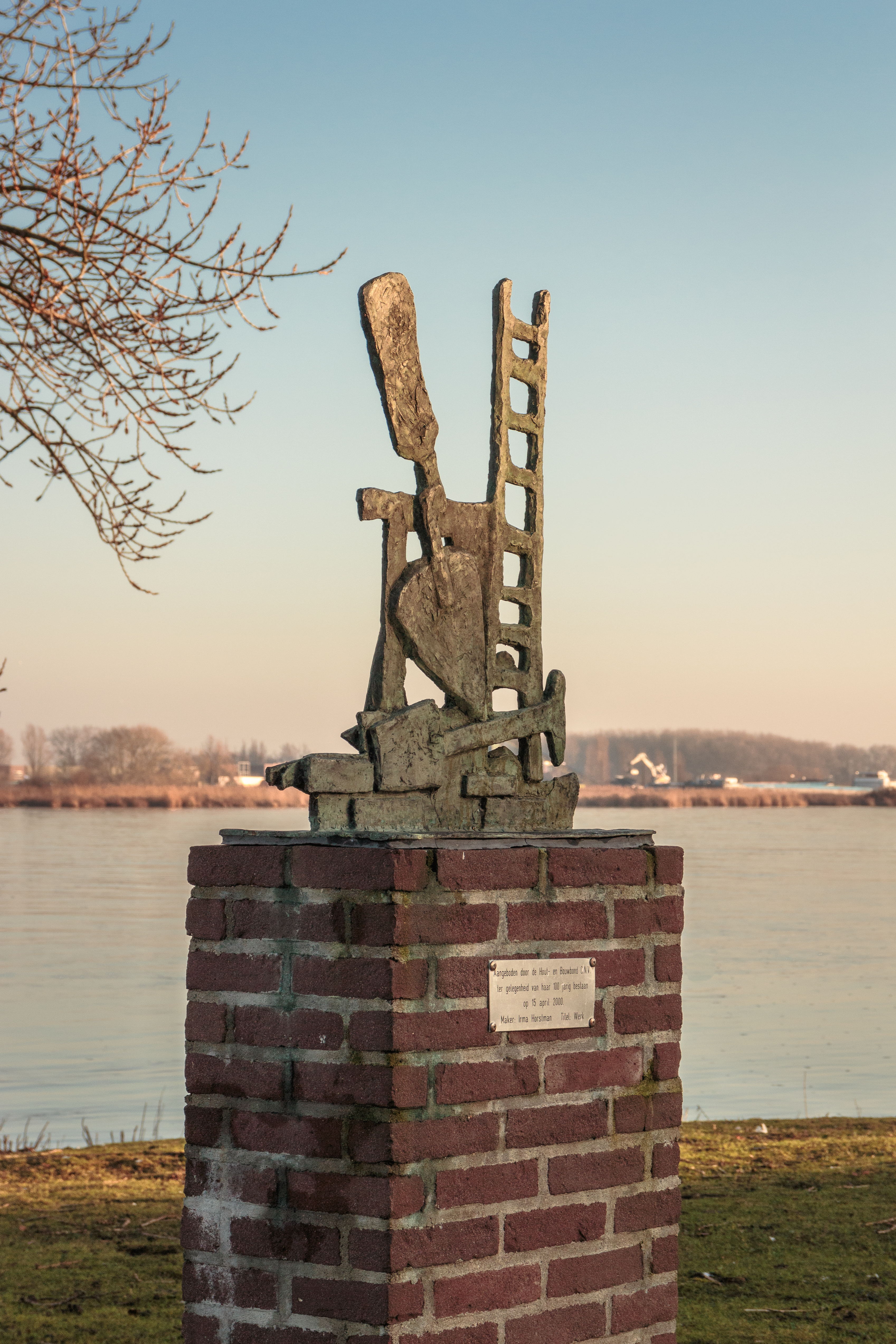
Sculpture "Werk" Kunstwerk van Irma Horstman.
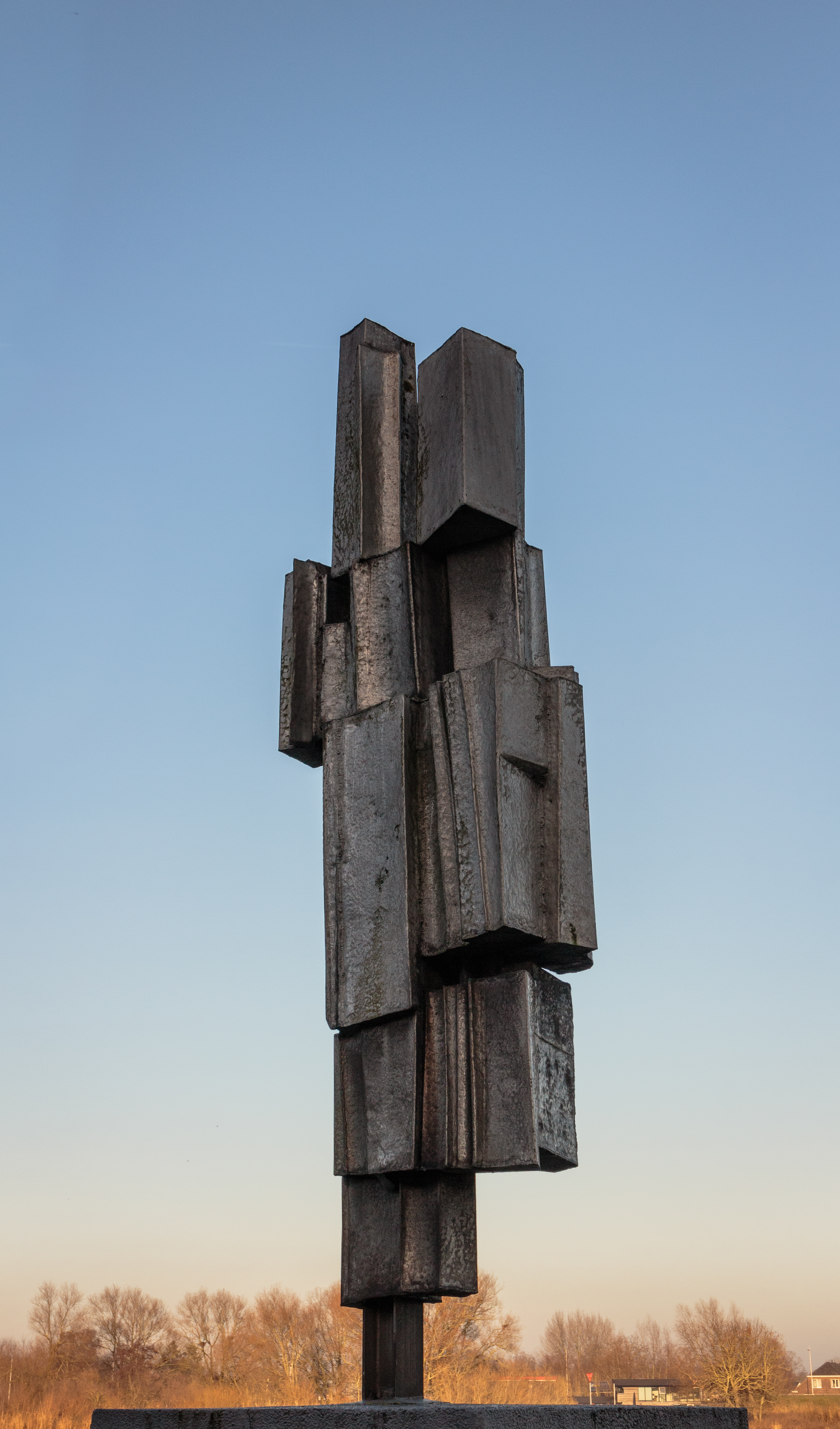
Kunstwerk van Paul Van Gysegem.
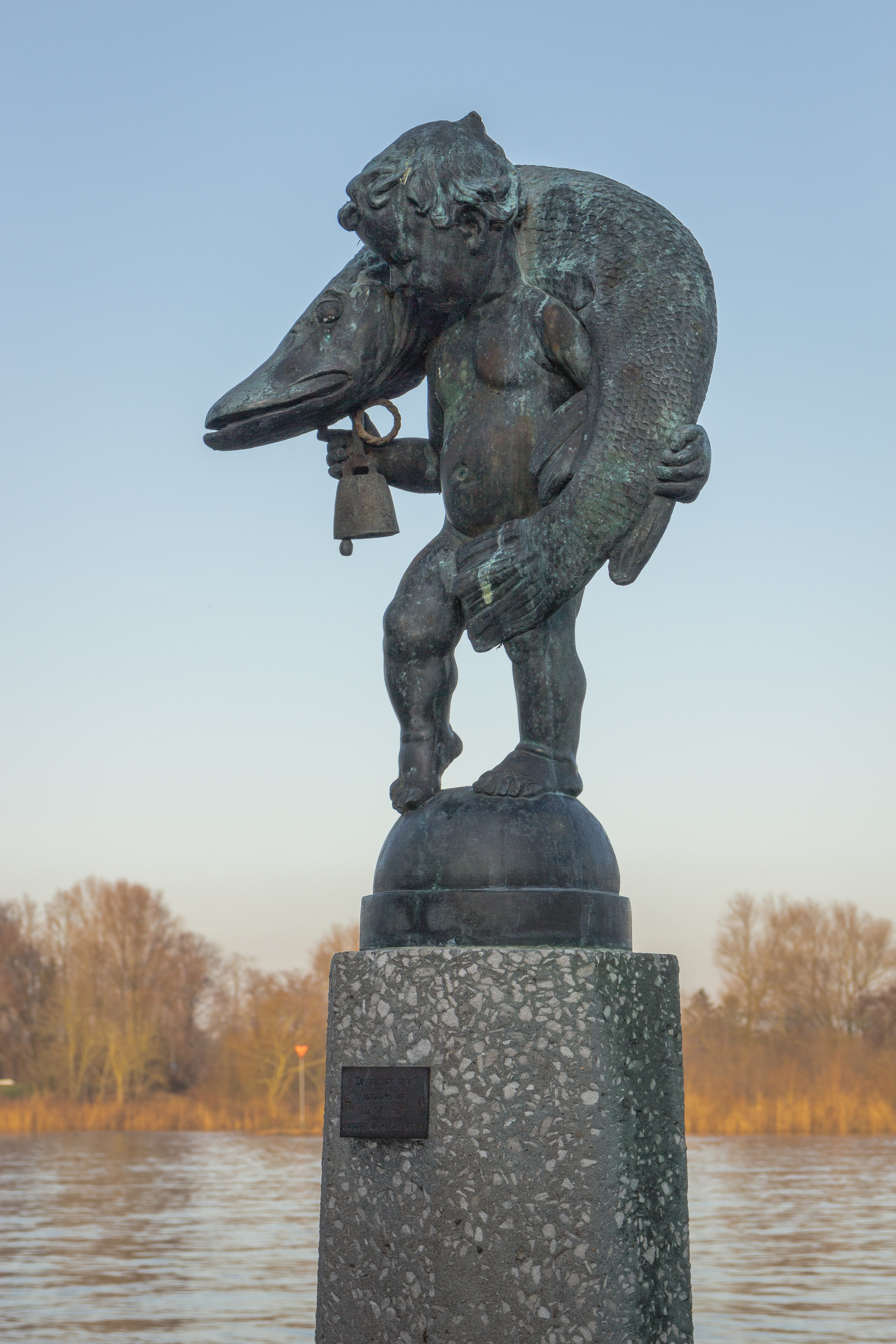
Sculpture "Boy with the fish" Artwork by Wilhelm Wandschneider